# Glucosidases
Els glucosidases són enzims d'hidrolasa glicòsida classificats sota el nombre d'EC 3.2.1.

## Funció
Els α-glucosidases són els enzims implicats en trencar els carbohidrats complexos com el midó i el glicogen en els seus monòmers
Catalitzen la segmentació de residus de glucosil individual de diversos glicoconjugats incloent-hi els polímers de glucosa alfa- o beta-. Aquest enzim converteix sucres complexos en un sucre més simple.

## Membres
Les diferents fonts inclouen diversos membres en aquesta classe. Els membres marcats amb un "#" són considerats pel MeSH com glucosidases.
| Nom                                 | EC           | Descripció |
| α-Amilasa                           | EC 3.2.1.1   | És un enzim digestiu en mamífers |
| β-Amilasa                           | EC 3.2.1.2   | És un enzim de planta per a trencar el midó                                                                                             |
| γ-Amilasa                           | EC 3.2.1.3   | És un enzim digestiu |
| Cellulase #                         | EC 3.2.1.4   | Trenca la cel·lulosa del material de les plants                                                                                         |
| Sucrase-isomaltase                  | EC 3.2.1.10  | - |
| Mannosyl-Oligosacàrid glucosidase # | EC 3.2.1.106 | Catalitza el primer pas de desbarbament del camí del N-glicosilació; és associat amb Trastorn congènit de glicosilació de tipus IIb     |
| Àcid α-glucosidase #                | EC 3.2.1.20  | És associat amb un tipus de malaltia d'emmagatzematge de Glicogen II                                                                    |
| Beta-glucosidase #                  | EC 3.2.1.21  | - És associat amb la malaltia de gaucher                                                                                                |
| Lactase                             | EC 3.2.1.23  | Un membre de el β-galactosidase família, trenca els sucres de la llet, i la seva absència causa intolerància a la lactosa en els adults |
| Debranching Enzim #                 | EC 3.2.1.33  | - |
| Pullulanase                         | EC 3.2.1.41  | Ha estat utilitzat com a detergent |

## Importància clínica
Són apuntats com a inhibitors de l'alfa-glucosidase com ara l'acarbosa i miglitol per a controlar els diabetes mellitus de tipus 2.